# Frank Wolf
Frank Rudolph Wolf, né le 30 janvier 1939 à Philadelphie, est un homme politique américain. Membre du Parti républicain, il siège à la Chambre des représentants des États-Unis de 1981 à 2015. Il y représente le 10e district congressionnel du Nord de la Virginie.

## Carrière

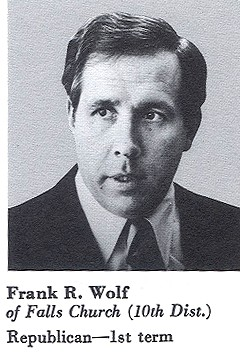
Frank Wolf, après sa première élection, en 1981.

Après l'élection de Barack Obama et la décision de l'administration Obama de fermer le camp de Guantánamo, Wolf s'oppose, aux côtés de son homologue démocrate, le sénateur Jim Webb, à l'admission des détenus ouïghours de Guantánamo sur le sol américain. La Virginie compte en effet une communauté ouïghour importante, dont certains membres étaient prêts à accueillir les détenus.